# Dendrobium homochromum
Dendrobium homochromum är en orkidéart som beskrevs av Johannes Jacobus Smith. Dendrobium homochromum ingår i släktet Dendrobium, och familjen orkidéer. Inga underarter finns listade i Catalogue of Life.